# Аюшеев, Дамба Бадмаевич
Дамба́ Бадма́евич (Васи́лий Бори́сович) Аюше́ев (бур.  Аюшеев Бадмын Дамба; род. 1 сентября 1962, с. Бурсомон Красночикойского района Читинской области) — XXIV Пандито Хамбо лама — глава Буддийской традиционной сангхи России.

## Биография

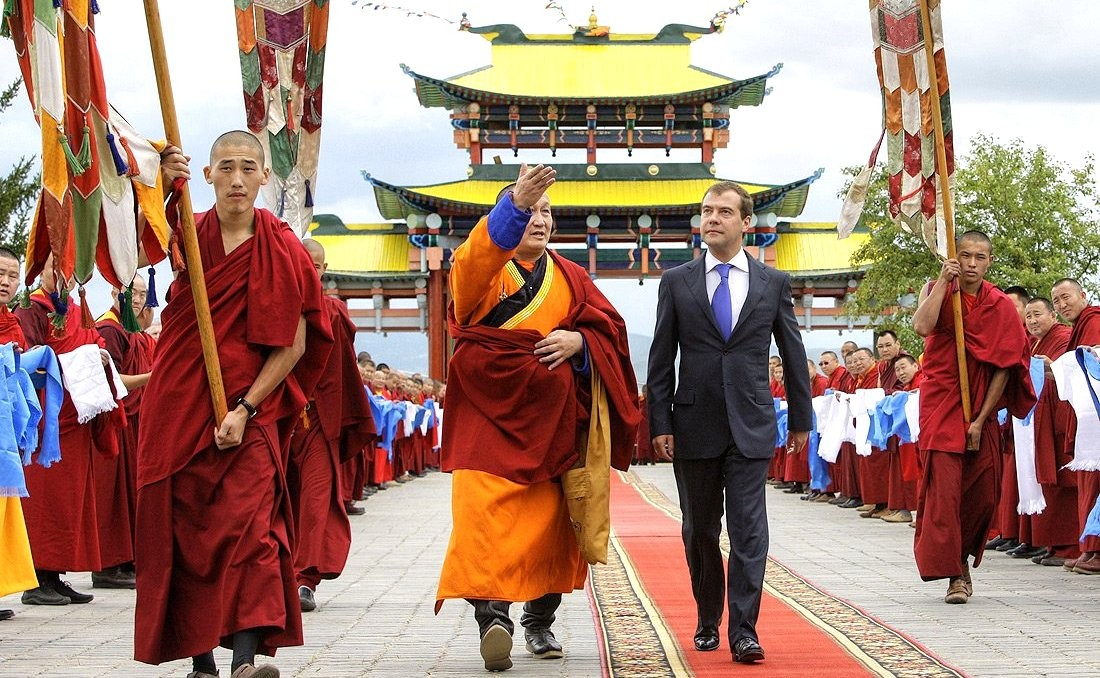
с Дмитрием Медведевым в августе 2009

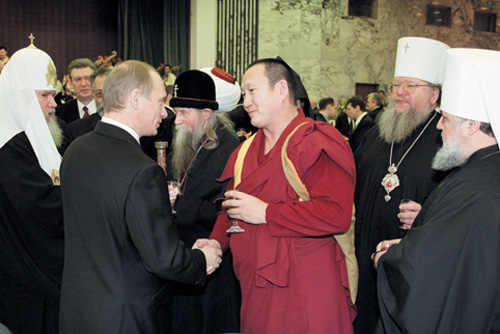
с Владимиром Путиным в декабре 2000

В 1980 году окончил Петровск-Забайкальское педагогическое училище. Затем работал учителем в Кункурской средней школе Агинского Бурятского автономного округа.
По направлению Агинского дацана в 1983 году поступил в Буддийский университет им. Дзанабадзара в Улан-Баторе (Монголия) и окончил его в 1988 году. Специализировался по тибетской медицине.
В течение года по поручению ЦДУБ СССР был куратором советских студентов, обучавшихся в Буддийском университете. После этого работал эмчи-ламой в Иволгинском дацане.
В 1991 году назначается ширээтэ-ламой (настоятелем) возрождаемого к тому времени дацана «Балдан Брэйбун» в улусе Мурочи Кяхтинского района, первого дацана на территории этнической Бурятии. В течение двух лет под его руководством был заново отстроен на месте разрушенного в 1930-х годах новый цогчен-дуган, размерами сопоставимый с прежде существовавшим.
28 апреля 1995 года Дамба Аюшеев на альтернативной основе избирается XXIV Пандито Хамбо-ламой, председателем Центрального духовного управления буддистов РФ (ЦДУБ), впоследствии переименованного в Буддийскую традиционную сангху России.
За время пребывания Дамбы Аюшеева на этом посту был вновь возведён дацан на Верхней Берёзовке (Улан-Удэ) в качестве второй резиденции Пандито Хамбо-ламы, открыты два буддийских института (в Иволгинском и Агинском дацанах). В них преподают бурятские, тибетские и монгольские учителя. Открыты новые дацаны и дуганы на территории этнической Бурятии. Буддизм признан в качестве одной из четырёх традиционных конфессий России, широко развиваются международные связи.
С 2 августа 1995 года является членом Совета по взаимодействию с религиозными объединениями при президенте Российской Федерации.
С 23 декабря 1998 года входит в президиум Межрелигиозного совета России.
С 3 марта 2004 года входит в президиум Межрелигиозного совета стран СНГ.
Дамба Аюшеев является вице-президентом Азиатской буддийской конференции за мир.

## Религиозные взгляды
Ведущий научный сотрудник ИМБТ СО РАН Д. Д. Амоголонова отмечает, что Дамба Аюшеев имеет критическое мнение о бурятском шаманизме и российских буддийских организациях, не входящих в БТСР, а также «не проводит границы между конфессиями, определяя в качестве буддиста всякого, кто верит на 60 % силам свыше».

### Поддержка российского нападения на Украину
В 2022 году Дамба Аюшеев поддержал российское вторжение на Украину, заявив что участие в войне с Украиной — священный долг российских буддистов. Также поддержал мобилизацию в России и аннексию оккупированных регионов Украины.
В июле 2022 года, как «поддержавший агрессию России против Украины», был внесён ФБК в список разжигателей войны состоящий из лиц которые «используют свои религиозные организации для пропаганды агрессии и массового убийства», с предложением введения против него международных санкций. Национальное агентство по предотвращению коррупции Украины выступило с инициативой о введении против Аюшеева международных санкций

## Награды
- Орден Почёта (27 марта 2023 года) — за активную общественную деятельность, направленную на укрепление дружбы между народами и межконфессионального взаимонимания[8].
- Орден Дружбы (11 февраля 2013 года) — за достигнутые трудовые успехи, многолетнюю добросовестную работу и активную общественную деятельность[9].
- Орден «Полярная Звезда» (4 июня 2011 года, Монголия) — за весомый вклад в укреплении российско-монгольских отношений. Награждение производил генеральный прокурор Монголии Дамбын Дарлигжав[10].
- Медаль «За веру и добро» (17 июня 2011 года, Кемеровская область, Россия). Награждение производили представители администрации Кемеровской области в Иволгинском дацане[11].
- Почётная грамота Президента Российской Федерации (17 апреля 2025 года) — за вклад в обеспечение деятельности Совета по взаимодействию с религиозными объединениями при Президенте Российской Федерации[12].
- Благодарность Президента Российской Федерации (23 августа 2010 года) — за активную духовно-просветительскую деятельность, направленную на возрождение национальных и культурных традиций, сохранение гражданского мира и согласия[13].